# Maersk Alabama
Die Maersk Alabama ist ein Containerschiff, das für die Reederei Mærsk Line Limited, einer Tochterfirma der dänischen A. P. Møller-Mærsk aus Kopenhagen fuhr. Das Schiff ist mittlerweile unter dem Namen Tygra in Fahrt. Es wurde im April 2009 durch einen Piratenangriff vor der somalischen Küste international bekannt. Die Piraten nahmen dabei den Kapitän des Schiffs als Geisel, der schließlich in einer gewaltsamen Aktion durch Spezialkräfte der US-Navy befreit wurde.

## Geschichte
Das Schiff wurde 1998 unter der Baunummer 676 auf der Werft der taiwanischen China Shipbuilding Corporation in Keelung für die A. P. Møller-Mærsk Group gebaut. Die Kiellegung erfolgte am 27. Mai 1998, abgeliefert wurde das Schiff am 22. Dezember 1998. Das Schiff kam als Alva Maersk unter dänischer Flagge in Fahrt. Im November 2004 wurde das Schiff in Maersk Alabama umbenannt und unter US-amerikanische Flagge gebracht. Die Umbenennung in Tygra und Registrierung in Liberia erfolgte im März 2016.

### Festsetzung 2004
Das Schiff wurde 2004 im Zusammenhang mit einem Betrugsfall in Kuwait an die Kette gelegt. Dabei soll die Verschiffung hochwertiger Güter nur vorgetäuscht worden sein. In diesem Zusammenhang wurde die A. P. Møller-Mærsk Group in Kuwait auf Schadensersatz für den Verlust von Gütern verklagt, die nicht existiert haben sollen, und das Schiff wurde beschlagnahmt, bis im April 2004 die Gruppe 1,86 Millionen US-Dollar Entschädigung bezahlte.

### Piratenangriff und Geiselnahme des Kapitäns im April 2009
Am 8. April 2009 wurde die Maersk Alabama auf der Fahrt nach Mombasa um 07:30 Uhr Ortszeit von somalischen Piraten in 310 sm Entfernung von der Küste Somalias angegriffen. Dies war bereits der sechste Angriff in dem Gebiet innerhalb einer Woche. Als Mutterschiff und damit als Ausgangspunkt für ihren Angriff nutzten die Piraten die Win Far 161, ein taiwanisches Fischereischiff mit 30 Mann Besatzung, das sie zwei Tage zuvor nördlich der Seychellen in ihre Gewalt gebracht hatten.
Der Kapitän des Containerschiffs, Richard Phillips, hatte zuvor per E-Mail mehrere Warnungen vor Piratenangriffen erhalten, die mit der dringenden Empfehlung verbunden waren, mindestens 600 sm Abstand zur somalischen Küste zu halten. Er wies jedoch seine Besatzung an, den Kurs nicht zu ändern.
Der Frachter kam aus Salala im Oman, hatte Dschibuti angelaufen und war unterwegs nach Kenia. Die Ladung bestand vor allem aus Lebensmitteln des Welternährungsprogramms der Vereinten Nationen für mehrere Länder in Ostafrika.

#### Kaperung
Als die Piraten sich in unmittelbarer Nähe des Schiffs befanden, wies der Kapitän den größten Teil der 20 Mann starken Besatzung an, sich unter Deck einzuschließen, wo von einem Besatzungsmitglied kurz zuvor ein besonders geschützter Raum eingerichtet worden war. Den mehrfach trainierten Verhaltensanweisungen im Falle eines Piratenangriffs folgend wurden zunächst Leuchtraketen abgeschossen, um andere Schiffe und patrouillierende Militärflugzeuge auf den Angriff aufmerksam zu machen. Phillips blieb mit drei Seeleuten auf der Brücke. Mit Hilfe einer Enterleiter gelangten die ersten beiden Piraten an Bord des Schiffes und kurz darauf auf die Brücke, wo ihnen Phillips unbewaffnet und ohne Widerstand entgegentrat.
Unter Deck hatte die Besatzung Kontrolle über den Maschinenraum und das Ruder. Durch mehrfaches hartes Umlegen des Ruders versuchte die Besatzung, die beiden weiteren Piraten am Verlassen ihres Bootes und am Entern des Schiffes zu hindern, was jedoch misslang. Allerdings lief das Boot der Seeräuber durch die erzeugten Wellen voll, kenterte und ging verloren. Nach 20 Minuten wurde der Schiffsmotor gestoppt und kurz darauf stellte die Besatzung die Stromversorgung auf dem Schiff ab und unterbrach die Dieselzufuhr zum Notstromgenerator, was den Piraten die Orientierung auf dem Schiff und die Suche nach den Besatzungsmitgliedern erschwerte. Die Piraten schickten einen der auf der Brücke gebliebenen Seeleute unter Deck, um die restliche Besatzung zu holen. Er schloss sich jedoch der im dunklen Schiffsinneren versteckten Gruppe an.
Der Mannschaft gelang es, einen der Piraten in einen Maschinenraum zu locken und ihn zu überwältigen. Der Pirat wurde zwölf Stunden lang von der Besatzung festgehalten. Nach Verhandlungen zwischen den Seeräubern und der Besatzung wurde ein Austausch der von beiden Seiten gehaltenen Geiseln und die Übergabe von Nahrungsmitteln, Treibstoff und eines Rettungsbootes vereinbart. Mit diesem wollten die vier Piraten, deren eigenes Boot zu Beginn des Angriffs gesunken war, fliehen. Zusätzlich übergab der Kapitän den Piraten 30.000 US-Dollar aus dem Schiffstresor.

#### Flucht der Piraten und Entführung des Kapitäns
Die Piraten nahmen Kapitän Phillips als Geisel in ein kleines Rettungsboot, zu dessen Nutzung er sie überredet hatte und das von der Besatzung mit Nahrungsmitteln, Wasser und Treibstoff ausgestattet wurde. Phillips sollte den Piraten zeigen, wie sie mit dem Boot ablegen und an die Küste fliehen könnten, und sich anschließend gegen den vierten Piraten austauschen lassen, der sich noch in der Gewalt der Besatzung befand. Als das Ablegen nicht gelang, ließ eine Abordnung der Besatzung das Freifallrettungsboot des Schiffes zu Wasser und bewegte sich darin mit dem vierten Piraten auf das kleinere Rettungsboot mit dem Kapitän und den drei Piraten zu, um die Boote und die Geiseln zu tauschen. Der Austausch scheiterte jedoch, als der gefangene Seeräuber zwar übergeben, Phillips jedoch nicht freigelassen wurde. Die Zeit von diesem Mittwoch bis (Oster-)Sonntag verbrachte Phillips mit seinen Entführern auf dem Boot.

#### Verfolgung durch US-Kriegsschiffe
Der Zerstörer Bainbridge erreichte die Maersk Alabama in der Nacht zum 9. April 2009, um deren Besatzung zu unterstützen. Ein Seeaufklärer des Typs P-3 Orion lieferte gleichzeitig Videoaufnahmen aus der Luft.
Da den Piraten eine Flucht mit dem langsamen Rettungsboot nicht möglich war, hielten sie den Kapitän des Containerschiffes in dem Rettungsboot weiterhin als Geisel und verlangten Lösegeld sowie ein Schnellboot. Von dem US-Zerstörer in der Nähe des Rettungsbootes aus traten die US-Marine und ein Verhandlungsteam der Bundespolizei FBI in Kontakt mit den Seeräubern.

#### Phillips’ Fluchtversuch
Die Maersk Alabama setzte am 10. April 2009 ihre Fahrt nach Mombasa fort. Am selben Tag scheiterte ein Fluchtversuch des festgehaltenen Kapitäns Phillips. Er versuchte, mit einem Sprung aus dem Boot seinen Entführern zu entkommen. Die Piraten feuerten daraufhin Schüsse ab und nahmen ihn wieder an Bord. Am 10. April erreichte außerdem die Fregatte Halyburton die Seeregion, das amphibische Angriffsschiff Boxer wurde ebenfalls dorthin beordert.

#### Unterstützungsversuch für die Piraten durch weitere gekaperte Schiffe
Nachdem die vier Piraten im Rettungsboot um Unterstützung bei ihrem Fluchtversuch gebeten hatten, setzten sich am 10. April 2009 mit ihnen verbündete Piraten mit vier weiteren entführten Schiffen vor der Küste Somalias in Bewegung, darunter das deutsche Containerschiff Hansa Stavanger einschließlich der an Bord als Geiseln genommenen Besatzung. Der Unterstützungsversuch scheiterte jedoch, da die Piraten das Rettungsboot nicht fanden.

#### Befreiung durch Navy SEALs

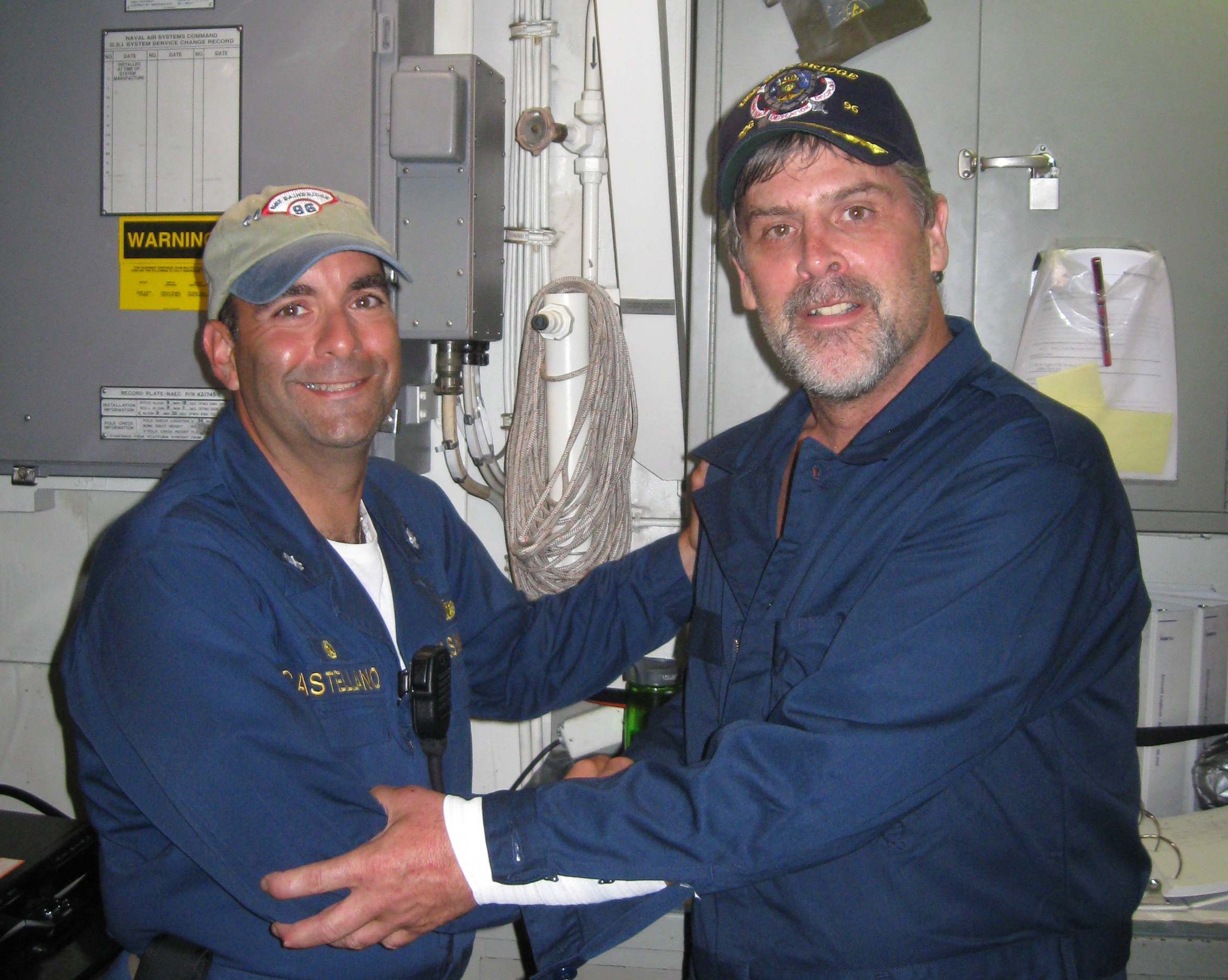
Der Kapitän der Maersk Alabama, Richard Phillips (rechts), nach seiner Rettung mit Frank Castellano, dem Kommandanten der Bainbridge

In der Nacht zum 12. April 2009 sprangen Angehörige der Antiterror-Spezialeinheit SEAL Team Six mit dem Fallschirm ab und wurden von der Bainbridge aufgenommen. Im Laufe des Tages näherte sich das Rettungsboot mit den Piraten und der Geisel bis auf weniger als 50 km der somalischen Küste unweit von Garacad (Mudug), einem Piratenstützpunkt etwa 125 km südlich von Eyl. Die Möglichkeit einer Verschleppung der Geisel auf das Festland verschärfte die Situation. An Land wären die Chancen auf eine schnelle Befreiung stark gesunken, da es im Hinterland der Küste viele unzugängliche Bergdörfer und Höhlen gibt. Als das Boot der Piraten am 12. April 2009 durch hohen Seegang in Gefahr geriet, ließen sie sich von dem Zerstörer in ruhigere Gewässer schleppen. Der US-Marine gelang es so, näher an das Boot mit dem entführten Phillips heranzukommen. Abdiwali Abdiqadir Muse, der von der Besatzung einige Tage zuvor verletzte Pirat, kam zu Verhandlungen, ärztlicher Versorgung und einem Telefonanruf an Bord der Bainbridge. Als die Piraten merkten, dass der Zerstörer ihr Boot wieder aufs offene Meer zog, wurde die Lage für die Geisel zunehmend kritischer.
Am Abend des 12. April 2009 wurde Kapitän Phillips vom Team der Navy SEALs unverletzt gerettet. Dabei wurden drei der vier Piraten getötet. Da die Militärs zu dem Urteil gekommen waren, dass sich Phillips in unmittelbarer Lebensgefahr befand, hatten sie sich zum Eingreifen entschlossen. Drei Kampfschwimmer töteten vom Heck der Bainbridge aus 25 m Entfernung die drei Piraten an Bord des Rettungsbootes mit mehreren gleichzeitigen Schüssen. Zwei der Entführer hatten an der hinteren Luke des Rettungsbootes gestanden, der dritte Pirat war mit auf den gefesselten Phillips gerichtetem AK-47-Sturmgewehr im Inneren des Bootes sichtbar. Unmittelbar nach den Tötungen wurde Phillips befreit.

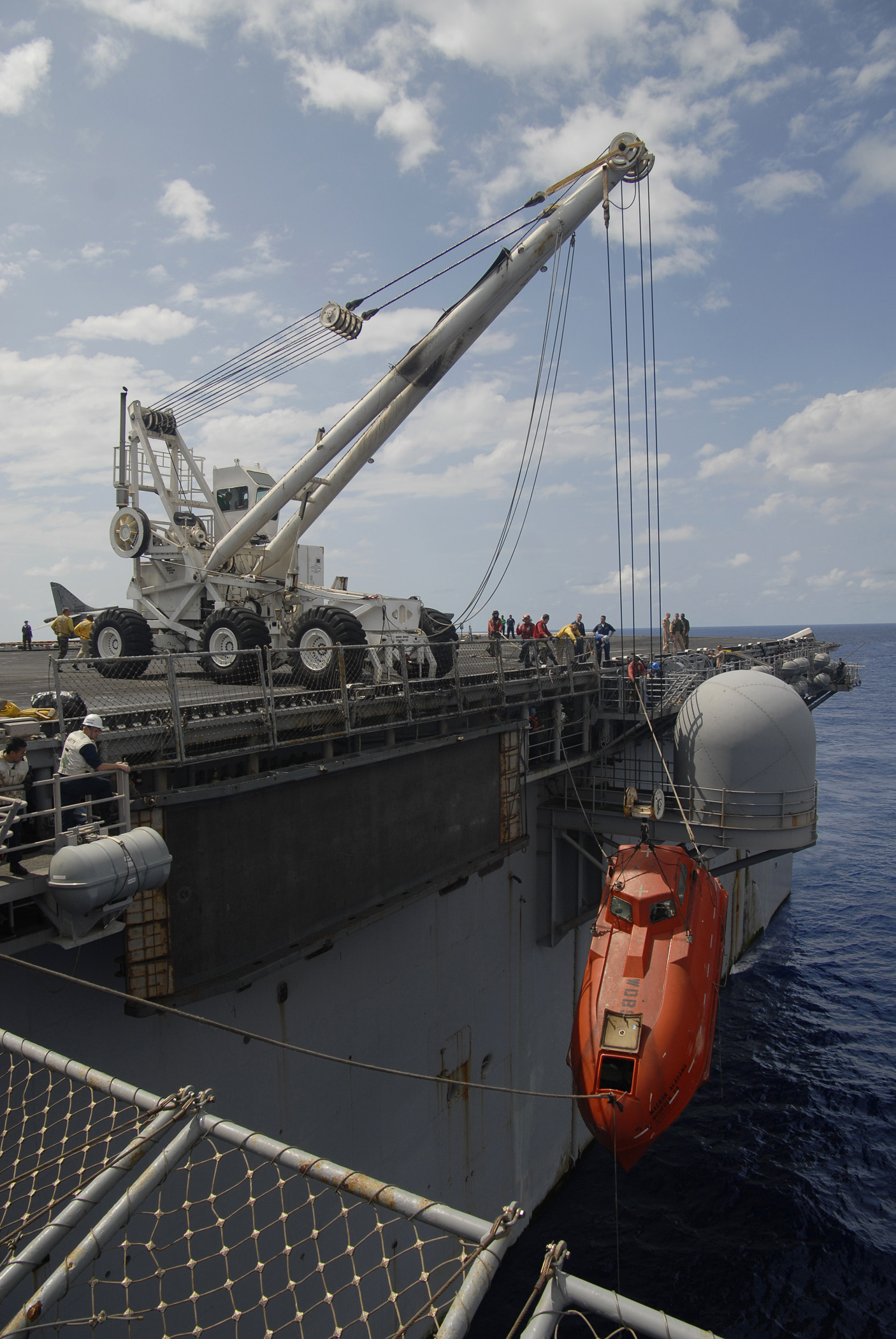
Das Rettungsboot der Maersk Alabama, in dem Kapitän Phillips fünf Tage lang festgehalten wurde, wird an Bord der Boxer gebracht.

Der Pirat, der sich zu Verhandlungen an Bord der Bainbridge befand, ergab sich. Die US Navy brachte Phillips zunächst zur Bainbridge und dann zur medizinischen Betreuung und anschließenden Befragung auf die Boxer, bevor er wenige Tage darauf in die USA ausgeflogen wurde.
Einer der an der Aktion beteiligten Soldaten wurde mit der Meritorious Service Medal, zwei weitere mit der Navy & Marine Corps Commendation Medal für die Rettung von Richard Phillips ausgezeichnet. Verteidigungsminister Robert Gates lobte die Aktion als „lehrbuchmäßig“.
Der interne Aufklärungsdienst für Kriminalfälle der US-Marine (NCIS) führte Nachforschungen zum Verbleib der vom Rettungsboot der Maersk Alabama verschwundenen 30.000 US-Dollar Bargeld an, die jedoch ohne Ergebnis blieben.

#### Politische Reaktionen
In den Vereinigten Staaten beschäftigte sich am 21. und 22. April 2009 das Repräsentantenhaus mit dem Piratenangriff und der Geiselbefreiung. Die Parlamentarier verabschiedeten eine Resolution (H.Res.339), in der sie Kapitän Phillips und seine Mannschaft lobten, die Rolle der Marine und der Mannschaften der beteiligten Schiffe würdigten, den Navy SEALs zu ihrer Aktion gratulierten und ihre „mit allen Amerikanern geteilte große Erleichterung“ über die Rückkehr der Mannschaft ausdrückten.
Der Präsident der halbautonomen somalischen Region Puntland, in der das Piratentum die Haupteinnahmequelle war, lobte das gewaltsame US-amerikanische Vorgehen, nachdem er zuvor Lösegeldzahlungen an Piraten wiederholt kritisiert hatte. Von Seiten somalischer Piraten erfolgten aufgrund der Tötungen Drohungen mit Racheaktionen gegen US-Amerikaner.

#### Untersuchung der Vorfälle durch den Eigner
Wenige Tage nach Beendigung der Entführung kündigte die Führung des dänischen Mutterkonzerns A. P. Møller-Mærsk eine eingehende Untersuchung der Vorfälle an, um Konsequenzen zur Erhöhung der Sicherheit der Schiffe und ihrer Besatzungen ziehen zu können. Noch vor deren Abschluss meldete der Reedereikonzern erste Änderungen der Sicherheitsbestimmungen, darunter die Beschränkung bestimmter Routen für Schiffe anhand ihrer Geschwindigkeit und ihres Freibords, sowie Maßnahmen zur Erschwerung des Zugangs auf See. Eine Bewaffnung der Mannschaften oder eine Anwesenheit von bewaffneten Sicherheitskräften an Bord der Schiffe lehnte A. P. Møller-Mærsk jedoch Ende April 2009 als grundsätzliche Anti-Piraterie-Maßnahme mit dem Hinweis auf eine mögliche Gefahr der Gewalteskalation ab.

#### Zivilprozess der Besatzung gegen die Eigner und Betreiber
11 der 19 Besatzungsmitglieder erhoben später gegen die Reederei Klage, die 2013 zu einem Gerichtsprozess mit einem Streitwert von 50 Millionen US-Dollar führte. Sie warfen der Maersk Line und der Waterman Steamship Corp. vor, nicht für ausreichende Sicherheitsmaßnahmen gegen Piratenangriffe gesorgt und es zugelassen zu haben, dass das Schiff unter Missachtung deutlicher Warnungen in das von Piraten bedrohte Seegebiet fuhr. Im Zusammenhang mit dem Prozess erhoben Besatzungsmitglieder teilweise schwere Vorwürfe gegen Kapitän Phillips, der als Zeuge der Verteidigung beteiligt war.

#### Strafprozess gegen überlebenden Piraten
Gegen den einzigen überlebenden der vier Piraten wurde anschließend in New York ein Strafprozess geführt, an dessen Ende er im Februar 2011 zu 33 Jahren und 9 Monaten Haft verurteilt wurde. Abdiwali Abdiqadir Muse hatte das Schiff als erster der Gruppe betreten, war im Verlauf des Überfalls von einem Besatzungsmitglied an der Hand verletzt worden und hatte sich später den US-Truppen ergeben. Er hatte den als Geisel genommenen Phillips geschlagen und eine Hinrichtung vorgetäuscht. Eine Anklage wegen Piraterie, die ein verpflichtendes Strafmaß von lebenslanger Freiheitsstrafe beinhaltet, ließ das Gericht in einer Einigung mit der Verteidigung fallen, nachdem sich der Angeklagte in den minder schweren Punkten Entführung, Geiselnahme und Verschwörung für schuldig bekannt hatte. Die Verteidigung konnte sich mangels Beweisen nicht mit dem strafmildernden Argument durchsetzen, dass Muse zum Tatzeitpunkt erst 15 Jahre alt gewesen sein soll. Die Haftstrafe verbüßt er im Bundesgefängnis von Terre Haute.

#### Mediale Aufarbeitung
Kapitän Richard Phillips verarbeitete seine Erlebnisse im erstmals 2010 erschienenen Buch Höllentage auf See. Weitere Erfahrungsberichte veröffentlichten an dem Ereignis beteiligte Militärs: Der Konteradmiral Terry McKnight, der bis wenige Tage zuvor das Kommando über den multinationalen Schiffsverband Combined Task Force 151 innehatte, schilderte die Aktion 2012 im Buch Pirate Alley. Ein ehemaliges Mitglied der DEVGRU-Einheit beschrieb Einzelheiten des Einsatzes in dem 2012 unter einem Pseudonym erschienenen Buch No Easy Day.
Mehrere Besatzungsmitglieder der Maersk Alabama sowie die hohen Marineoffiziere McKnight und Gortney beteiligten sich an der TV-Dokumentation Somali Pirate Takedown: The Real Story, die im Juni 2009 erstmals im US-amerikanischen Discovery Channel ausgestrahlt wurde.
Der Kinofilm Captain Phillips (2013) von Paul Greengrass mit Tom Hanks in der Titelrolle ist ein an den wahren Begebenheiten orientierter Action-Thriller.
Eine Mission aus dem 2012 erschienenen Ego-Shooter Medal of Honor: Warfighter orientiert sich an der Rettungsaktion im Zuge der Entführung. Mindestens einer der bei der Befreiung des Schiffskapitäns eingesetzten Elitesoldaten unterstützte die Entwicklung des Computerspiels als Berater.
Das Original-Rettungsboot sowie ein bei der Geiselbefreiung eingesetztes Scharfschützengewehr befinden sich unter den Ausstellungsstücken des National Navy SEAL Museum in Fort Pierce (Florida).

### Weitere Piratenüberfälle
Nach dem aufsehenerregenden Überfall wurde die Maersk Alabama noch acht weitere Male von Piraten angegriffen (Stand Oktober 2013). Bereits am 18. November 2009 erfolgte 560 Seemeilen östlich des Horns von Afrika der erste dieser Angriffe. Vier Männer näherten sich in einem kleinen Boot und schossen mit automatischen Waffen auf das Schiff. Privates Sicherheitspersonal an Bord des Frachters konnte jedoch eine Kaperung verhindern. Die Wachleute erwiderten das Feuer mit Handfeuerwaffen und einem Long Range Acoustic Device und schlugen die Piraten in die Flucht. Die Maersk Alabama setzte ihre Fahrt nach Mombasa fort.
Ein weiterer Angriff somalischer Piraten auf das Schiff erfolgte am 29. September 2010 und wurde ebenfalls von einem Team privater Wachleute an Bord zurückgeschlagen, als sich die Piraten in rund 100 Metern Entfernung befanden. Weitere Angriffe erfolgten am 8. März sowie am 14. Mai 2011, wobei jeweils die bewaffneten Sicherheitskräfte an Bord aktiv wurden. Beim letzteren Angriff hatten sich die Piraten nach Angaben des Kapitäns dem Schiff bereits bis auf rund 30 Meter genähert.

### Tod zweier Wachleute im Februar 2014
Im Februar 2014 transportierte die Maersk Alabama Hilfsgüter für das US-Programm Food for Peace nach Ostafrika. Am 18. Februar wurden während einer Hafenliegezeit in Port Victoria auf den Seychellen die beiden Wachleute Jeffrey Reynolds und Mark Kennedy tot in ihrer Kammer aufgefunden. Die beiden 44- und 43-jährigen Ex-Navy-Seals arbeiteten an Bord für das Sicherheitsunternehmen Trident Security. Beide Wachmänner starben infolge Atem- und Herzversagen durch die gleichzeitige Einnahme von Heroin und Alkohol. Das Schiff konnte seine Reise nach Abschluss der Untersuchungen fortsetzen.

## Technische Daten
Das Schiff wird von einem Siebenzylinder-Dieselmotor des Typs MAN 7S50MC MK6 angetrieben. Der von Hitachi Zosen Diesel & Engineering in Lizenz hergestellte Motor verfügt über eine Leistung von 10.130 kW. Für die Stromerzeugung stehen drei Dieselgeneratoren mit jeweils 1.215 kW Leistung zur Verfügung.
Das Schiff verfügt über eine Containerkapazität von 1092 TEU. Die vier Laderäume sind mit Cellguides ausgestattet. An Deck befinden sich Stellplätze für 16 20-Fuß- bzw. acht 40-Fuß-Container hintereinander, wobei jeweils bis zu zehn Container nebeneinander und bis zu fünf Lagen übereinander gestaut werden können. Zwischen den Luken 1 und 2 sowie 3 und 4 befindet sich jeweils ein mittschiffs angeordneter Kran, der bis zu 40 t heben kann. Das Deckshaus befindet sich im Heckbereich des Schiffes.